# 施万海德
施万海德是德国梅克伦堡-前波美拉尼亚州的一个市镇。总面积26.51平方公里，总人口733人，其中男性365人，女性368人（2011年12月31日），人口密度28人/平方公里。